# Santander Consumer Finance Benelux
Die Santander Consumer Finance Benelux B.V. ist ein Finanzinstitut in den Niederlanden mit Sitz in Utrecht und gehört zur spanischen Bank Banco Santander. Innerhalb des Santander-Konzerns ist das Unternehmen im Geschäftsbereich Santander Consumer Finance angesiedelt und wird über die deutsche Hauptverwaltung der Santander Consumer Bank AG in Mönchengladbach gesteuert.
Das Unternehmen hat in den Niederlanden keine Banklizenz beantragt, da der Schwerpunkt auf Kraftfahrzeugfinanzierungs- und Konsumentenkreditgeschäften liegt.
Das Unternehmen tritt häufig direkt unter den Namen der Geschäftspartner (z. B. Vroom & Dreesman) bzw. dem Handelsnamen comfortcard auf. Durch diese Kooperationen mit Handelsunternehmen und Intermediären ist die Marke Santander Consumer Finance in den Niederlanden relativ unbekannt.

## Geschichte
2003 erfolgt der Markteintritt der Santander Consumer Bank AG durch den Kauf des niederländischen Finanzdienstleister Abfin aus Wassenaar. Dieser ist vor allem im Bereich Händlerfinanzierung tätig. In 2008 wird im Rahmen der Übernahme des europäischen Konsumentenkreditgeschäfts der Royal Bank of Scotland auch die in Houten ansässige RBS (RD) in den Santander-Consumer-Finance-Konzernverbund übernommen. Seit 2009 sind beide Geschäftsteile aus Wassenar und Houten an einem Standort in Utrecht unter dem Markennamen Santander Consumer Finance Benelux B.V. zusammengeführt.